# Belvedere (Belo Horizonte)

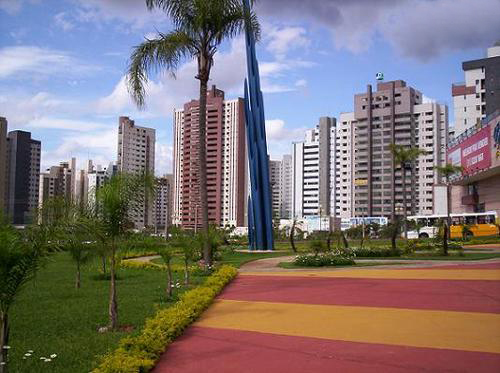

Belvedere è un quartiere di lusso di Belo Horizonte, sorto intorno al centro commerciale BH Shopping. È il quartiere più elevato della città, situato fra i 1100 e i 1270 m s.l.m., e possiede un clima più mite del Centro (858 m s.l.m.). Come nel quartiere limitrofo di Mangabeiras vi si apprezza un panorama notevole della città.

## Dintorni
Le principali vie d'accesso al quartiere sono l'Avenida Nossa Senhora do Carmo e la superstrada tangenziale detta Anel Rodoviário.
Belvedere confina con i quartieri di Vale do Sereno e Vila da Serra di Nova Lima. Si divide in tre zone (Belvedere I, II e III), le prime due progettate dall'architetto Ney Werneck.

## Luoghi di interesse
- Centri commerciali BH Shopping, Belvedere Mall e BH2 Mall
- Praça Lagoa Seca, una delle zone più eleganti, destinata anche alla pratica sportiva degli abitanti